# Lava-Ströme

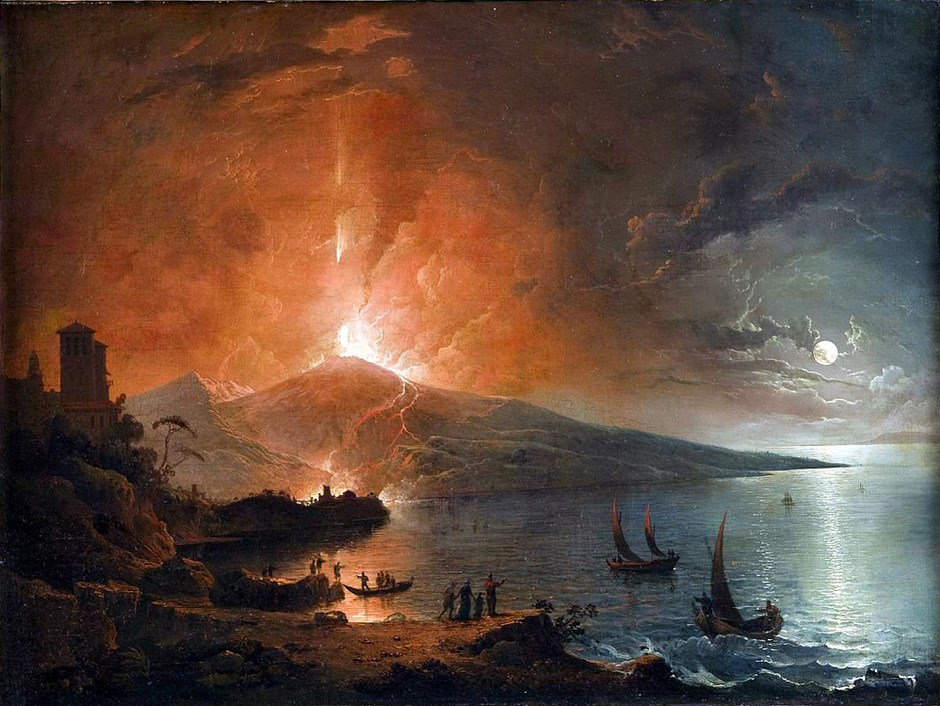
Eruzione del Vesuvio

Lava-Ströme (Fiumi di lava), op. 74, è il nome di un valzer composto da Johann Strauss figlio. Fu scritto per commemorare l'eruzione del Vesuvio del 1850. Il valzer venne rappresentato per la prima volta con il titolo Ball in Vesuvius durante un ballo di beneficenza tenutosi alla Sofienbad-Saal di Vienna il 29 gennaio 1850.
Lava-Ströme è uno dei più fantasiosi dei valzer di Strauss, con una drammatica introduzione di 105 battute che simboleggia l'eruzione del vulcano. La melodia di apertura del valzer venne usata da Eduard Strauss nel suo potpourri musicale Bluthenkranz Johann Strauss'scher Walzer, op. 292. Johann Strauss stesso riutilizzò la melodia del tema principale di Lava-Ströme nei suoi Jubilee Waltzes, composti ventidue anni dopo, nel 1872.